# Venus från Lespugue

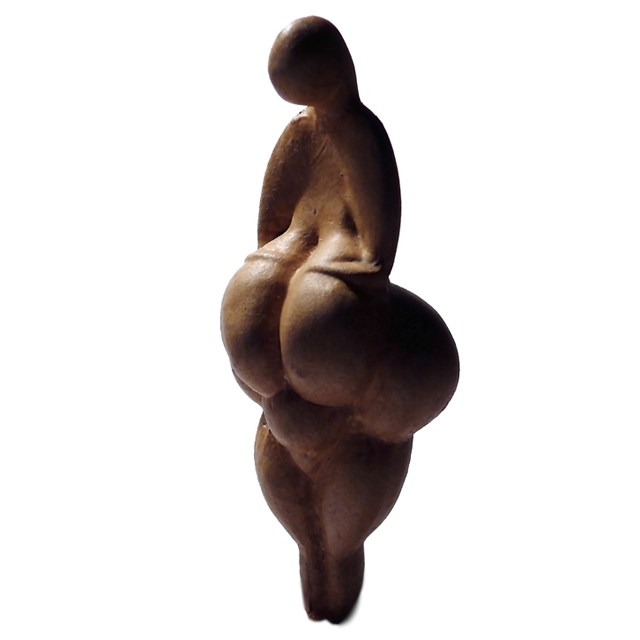
Venus från Lespugue, Musée de l'Homme i Paris

Venus från Lespugue är en venusfigurin som upptäcktes i Frankrike.
Venus från Lespugue är daterad från gravettienkulturen för mellan 24 000 och 26 000 år sedan och upptäcktes 1922 av René de Saint-Périer (1877-1950) i Rideauxgrottan i Lespugue i Haute-Garonne i Frankrike vid foten av Pyreneerna.
Figurinen, som är 14,7 cm hög och snidad i mammutelfenben, skadades vid utgrävningen. Om rekonstruktionen är korrekt gjord, är denna figurin den venusfigurin från tidig paleolitikum som visar de mest överdrivna kvinnliga sexuella attributen, speciellt ytterligt stora bröst.
Enligt textilexperten Elizabeth Wayland Barber visar statyetten, med sin tygkjol på höften, den tidigaste kända avbildningen av spunnen tråd,
Venus från Lespugue finns på Musée de l'Homme i Paris.